# MK航空1602號班機空難
MK航空1602號班機是一趟由加拿大溫莎經哈里法克斯飛往西班牙薩拉戈薩的航班。2004年10月14日於時於哈里法克斯起飛後立即墜毀，機上7人全部遇難

## 涉事飛機
涉事飛機為MK航空的一家波音747-200型貨機，機身註冊編號為9G-MKJ，該機於1980年首飛，飛行總時數為80619小時，配置4台普惠JT9D引擎，機上裝載的貨物主要為農業用牽引機以及海鮮。

## 機組人員
機長飛行時間為23,200小時，其中4,000小時是在波音747上完成的。副駕駛和工程師的飛行時間分別為8,537小時與2,000小時。

## 事發過程
飛機在當天凌晨12點於溫莎機場起飛後，飛行兩個小時後抵達哈里法克斯機場，進行加油以及貨物裝卸，此時飛機的重量增加了大約50%，但是飛行員在通過獨立電腦來計算飛機最大起飛推力時由於過於疲勞導致忘記重新計算起飛決定速度，導致機組人員使用了更低的起飛速度。凌晨4點，飛機滑行至跑到，準備起飛。起飛時抬輪後飛機仍然無法離開地面，最後機組人員加大推力至92%，機首勉強離地，但高度過低導致在飛越跑道頭後飛機尾部撞擊到助航儀器脫離，剩下的機身與機首通因慣性作用持續往前飛行700米後爆炸，機上7人全部遇難。事故發生時，飛機斷裂成20餘塊殘駭。大約80位消防人員對此事故進行了滅火以及搜救倖存者，然而，所有機組人員皆不幸罹難無人生還。

## 事故調查
調查指出，機組在通過獨立電腦計算起飛決定速度（V1）時忘記更新數據，使用了在溫莎機場起飛時的起飛數據。由於當時於溫莎起飛時的飛機總重量為255噸，而在哈里法克斯起飛時更是達到了300餘噸，加上飛機裝載了更多的貨物以及添加了60噸的航空煤油，重量比之前多，而起飛決定速度也應該隨之增加，然而機組人員仍然採用從溫莎起飛的設定，導致飛機起飛時速度明顯無法起飛，儘管機組在墜毀前曾經嘗試加大推力，但是最後飛機只能勉強離地，直到撞擊到機場旁邊的山丘與森林後爆炸。